# Gemmina
Gemmina is een geslacht van schimmels uit de familie Pezizellaceae. De typesoort is Gemmina gemmarum.

## Soorten
Volgens Index Fungorum telt het geslacht twee soorten (peildatum oktober 2023): 
| Soortnaam        | Auteur(s)                    | Publicatiejaar |
| ---------------- | ---------------------------- | -------------- |
| Gemmina gemmarum | (Boud.) Raitv.               | 2004           |
| Gemmina juniperi | (Velen.) Baral & S. Helleman | 2022           |